# Grattacielo della Regione Piemonte
El Grattacielo della Regione Piemonte es un rascacielos en construcción situado en el distrito de Nizza Millefonti en la ciudad italiana de Turín. El trabajo comenzó el 29 de noviembre de 2011. Una vez completado el edificio servirá como sede administrativa de la región del Piamonte. El Consejo regional, sin embargo no será afectado por el traslado.